# Corynocarpus

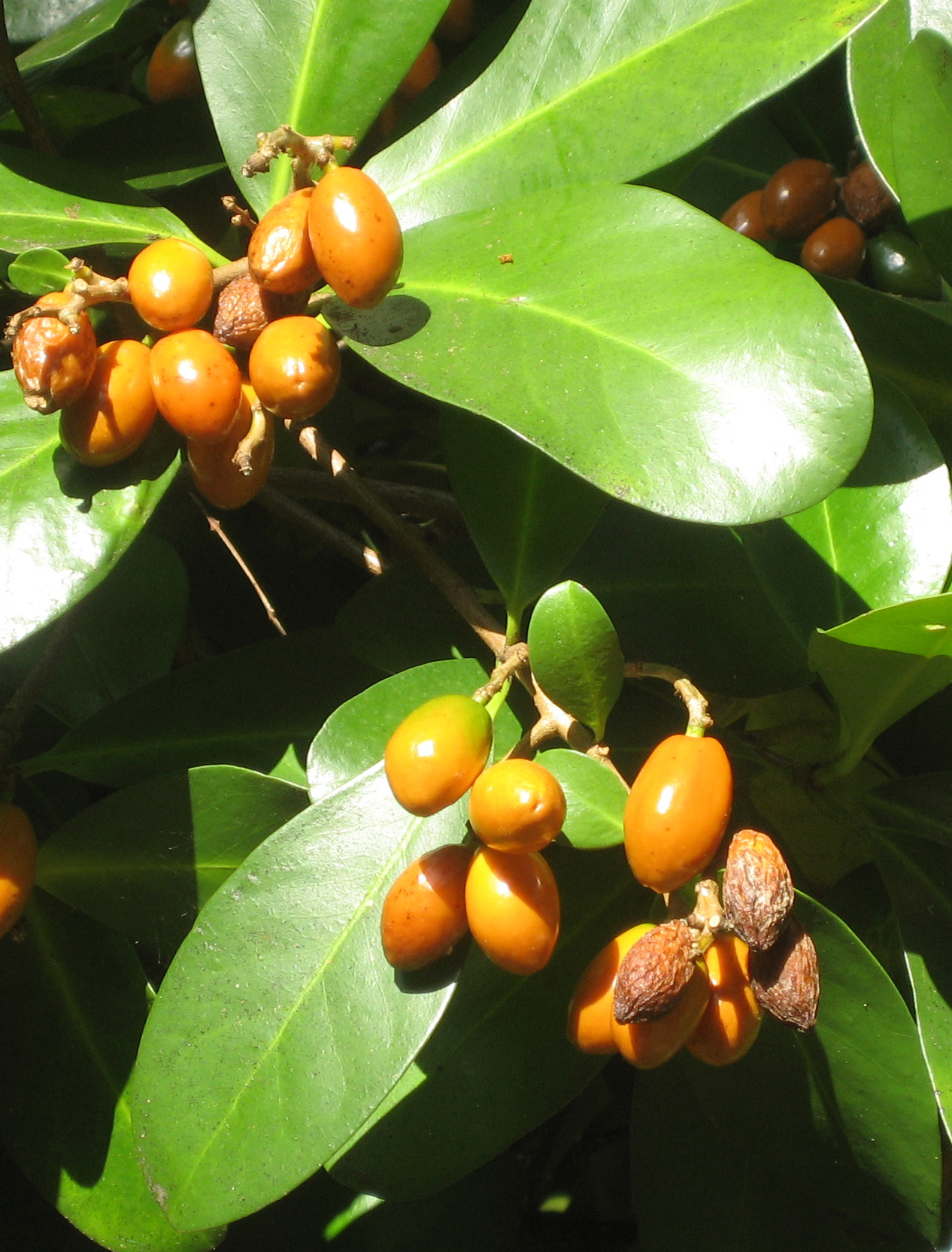
Plody Corynocarpus laevigatus

Corynocarpus je jediný rod čeledi Corynocarpaceae vyšších dvouděložných rostlin z řádu tykvotvaré (Cucurbitales).

## Popis
Zástupci rodu Corynocarpus jsou keře a stromy s jednoduchými kožovitými listy s opadavými palisty. Čepel listů je celokrajná. Květy jsou pravidelné, pětičetné, oboupohlavné, ve vrcholových latách nebo hroznech. Kalich i koruna jsou složeny z 5 volných lístků. Plodných tyčinek je 5, květy obsahují ještě 5 sterilních staminodií. Semeník je svrchní, srůstající ze dvou plodolistů, z nichž jeden je více či méně redukovaný a semeník se často stává pseudomonomerním. Čnělka je 1 nebo 2. Plodem je jednosemenná peckovice.

## Rozšíření
Rod Corynocarpus zahrnuje 5 druhů. Je rozšířen na Nové Guineji, východní Austrálii, západním Tichomoří a Novém Zélandu.
Druh Corynocarpus laevigatus byl zavlečen na Havaj, kde je invazní rostlinou.

## Taxonomie
V Cronquistově i Dahlgrenově systému byla čeleď Corynocarpaceae řazena v řádu jesencotvaré (Celastrales), v Tachtadžjanově systému v rámci samostatného řádu Corynocarpales a dokonce i nadřádu Corynocarpanae.
Podle kladogramů APG je sesterskou větví čeleď kožařkovité (Coriariaceae).

## Význam
Plody Corynocarpus laevigatus byly jedním ze zdrojů potravy novozélandských Maorů. Úprava plodů trvala několik dní. Dužnina je potenciálně jedlá, semena jsou však prudce jedovatá, neboť obsahují neurotoxický glykosid karakin.